# Mongoliets socialdemokratiska parti
Mongoliets socialdemokratiska parti (mongoliska: Монголын Социал Демократ Нам, Mongolyn Sotsial Demokrat Nam, MSDN) var ett politiskt parti i Mongoliet, bildat 1990 av Bat-Erdene Batbajar, A. Ganbaatar och R. Gontjigdordzj.
I parlamentsvalet 1996 ingick MSDN i den segrande valalliansen Mongoliska demokratiska förbundet.
År 2000 gick socialdemokraterna ihop med Mongoliska nationaldemokratiska partiet och bildade Demokratiska partiet.